# Mimaletis landbecki
Mimaletis landbecki is een vlinder uit de familie spanners (Geometridae). De wetenschappelijke naam van deze soort is voor het eerst geldig gepubliceerd in 1910 door Druce.
De soort komt voor in tropisch Afrika.